# Acrux
Acrux (α Cru, Alfa Crucis) – najjaśniejsza gwiazda w gwiazdozbiorze Krzyża Południa (obserwowana wielkość gwiazdowa: 0,77m). Odległa od Słońca o około 316 lat świetlnych.

## Nazwa
Nazwa własna gwiazdy, Acrux, pochodzi od jej oznaczenia Bayera (gr. Α+łac. Crux) i najprawdopodobniej została stworzona przez samego Bayera. Międzynarodowa Unia Astronomiczna w 2016 roku formalnie zatwierdziła użycie nazwy Acrux; ściśle odnosi się ona do składnika Alfa Crucis Aa.

## Charakterystyka obserwacyjna

Położenie gwiazdy w gwiazdozbiorze

W 1685 roku jezuiccy misjonarze odkryli, że Acrux jest gwiazdą podwójną, której składniki znajdują się w odległości 4,2 sekundy kątowej (pomiar z 2016 r.). Składnik A (α¹ Crucis) ma obserwowaną wielkość gwiazdową 1,25m, a składnik B (α² Crucis) – 1,55m. Składnik A jest dodatkowo układem spektroskopowo podwójnym.
Z terenów Polski gwiazdy Acrux nie można obserwować, gdyż znajduje się ona zbyt daleko na południu.

## Charakterystyka fizyczna
Alfa Crucis to gwiazda potrójna lub nawet poczwórna. Układ tworzą gorące, błękitne gwiazdy należące do typu widmowego B.

### Alfa Crucis A
Składnik A jest sklasyfikowany jako podolbrzym; w rzeczywistości tworzą go dwie gwiazdy, o jasnościach odpowiednio 25 i 7 tysięcy razy większych niż jasność Słońca. Mają one duże masy, oceniana na odpowiednio 14 i 10 mas Słońca. Temperatura jaśniejszej gwiazdy musi być bliska 30 000 K. Składniki Aa i Ab dzieli odległość około 1 au, ze względu na ekscentryczność orbit zbliżają się na 0,5 au i oddalają na 1,5 au. Okres obiegu wokół barycentrum to 75,78 doby.

### Alfa Crucis B
Składnik B to gwiazda ciągu głównego o jasności 20 tysięcy razy większej od Słońca i temperaturze 27 tysięcy kelwinów. Jego masa to około 13 mas Słońca. Gwiazdę tę dzieli od składnika A odległość około 400 au, gwiazdy okrążają się wzajemnie w czasie około 1300 lat.

### Towarzysze optyczni
Gwiazda α Cru C, oddalona o 90,1″ od α Cru A (pomiar z 2016 r.) ma wielkość gwiazdową 4,8m i jest podejrzewana o bycie czwartym składnikiem układu. Ma ona podobny ruch własny co wyżej opisane składniki. Jej jasność jest jednak za mała jak na podolbrzyma typu B4 równie odległego co Acrux; wydaje się być na innym etapie ewolucji, co przeczyłoby wspólnemu pochodzeniu gwiazd. Jeżeli jest mimo wszystko członkiem układu, to dzieli ją od głównego składnika co najmniej 9000 au, a okres orbitalny przekracza 130 tysięcy lat.
Acrux ma także ośmiu innych optycznych kompanów, oznaczonych literami D–K. Są to gwiazdy o jasności 10,5–17m, oddalone o 47,3–125,2″ od składnika A.

### Przyszłość układu
Masy trzech składników układu Alfa Crucis są wyznaczone z dużą niepewnością, ale na tyle wysokie, że można przypuszczać, że te gwiazdy zakończą życie jako supernowe. Składnik Ab może uniknąć tego losu, kończąc ewolucję jako masywny biały karzeł. Wcześniejsza eksplozja masywniejszego składnika Aa może wyrzucić go z układu.